# Спам-фільтр

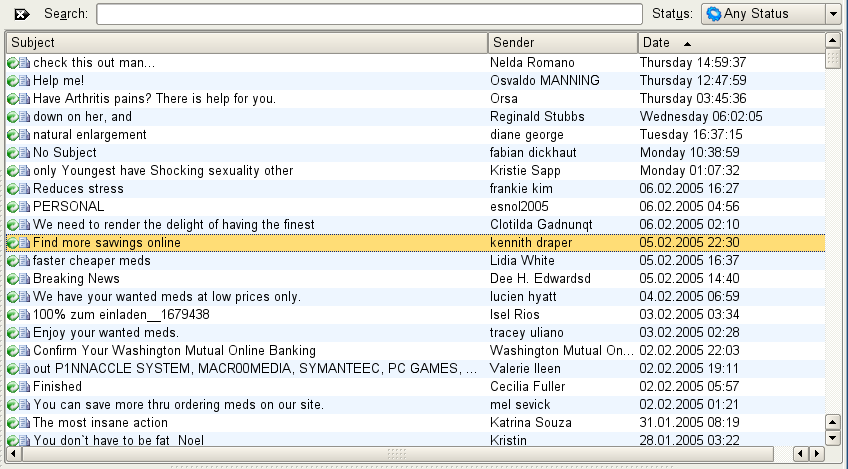
Папка вхідних повідомлень, заповнена спамом

Спам-фільтр — це програма для захисту користувачів від спаму. Використовується для фільтрації вхідної електронної пошти або розміщуваних будь-де (наприклад, у Вікіпедії) посилань. Найчастіше оперує заздалегідь налаштованим спам-листом, куди вже внесені небажані адресати, адреси сайтів або паттерни спам-повідомлень. Може діяти і більш широким фронтом — наприклад, забороняти будь-які посилання на безкоштовні хостинги або розміщення посилань як таких.
Спам-фільтр є важливим компонентом безпеки комунікації та оптимізації витрат на хостинг, електронну пошту та маркетинг. Згідно статистики, навесні 2020 року серед надісланих повідмлень електронної пошти, 54 % було спамом.

## Налаштування
Більшість клієнтів електронної пошти дозволяють налаштувати кілька папок «вхідні». Це дозволяє фільтрувати електронну пошту за важливістю або відправниками.
Для фільтрування спаму в кількох вхідних папках використовуються фільтри за допомогою ключових слів. Так, зазвичай до таких списків додають найбільш вживані ключові слова, що використовуються спамерами.

## Обхід спам-фільтра
Існує чимало способів обходу спам-фільтрів. Спамери для цієї мети реєструють нові поштові скриньки або правдоподібні акаунти, а користувачі ресурсів ставлять в текст посилання пробіли або замінюють одні символи на інші.